# Antropozoomorfismo
Antropozoomorfismo é a característica atribuída aos seres cujo corpo é parte humano e parte animal. A esfinge de Gizé é um exemplo de antropozoomorfismo. A mais famosa ocorrência de antropozoomorfismo em uma cultura vem da religião. Os deuses mais conhecidos são: Anúbis deus com corpo humano e cabeça de chacal,  Hórus com corpo humano e cabeça de falcão, Toth com corpo humano e cabeça de Íbis, etc.